# Бјалобжеги
Бјалобжеги (пољ. Białobrzegi) град је у Бјалобжеском повјату (пољ. Powiat białobrzeski) и седиште општине у мазовском војводству републике Пољске. Налази се на око 30 km северозапад од Радомја. Кроз град пролази река Пилица.
.

## Историја
Статус града Бјалобжеги је добио 1540. године од краља Жигмунда Старог.
За време Другог светског рата у граду је постојао концентрациони логор у коме је смештено четири хиљаде Јевреја са околних терена. 16. јануара 1945. године град је ослобођен од немачке окупације.

## Демографија
| 2012. |
| ----- |
| 7.191 |

## Саобраћај
У граду се укрштају регионални путеви:
- 7 правац Гдањск-Варшава-Бјалобжеги-Радом-Краков
- 48 правац Томашов Мазовјецки-Висмијежице-Бјалобжеги-Козијењице-Коцк

## Партнерски градови
- Ален ле Маре